# Sangaris condei
Sangaris condei är en skalbaggsart som beskrevs av Julius Melzer 1931. Sangaris condei ingår i släktet Sangaris och familjen långhorningar. Inga underarter finns listade i Catalogue of Life.